# Ginchy
 Ginchy  es una población y comuna francesa, en la región de Picardía, departamento de Somme, en el distrito de Péronne y cantón de Combles.

## Demografía
| 89 | 86 | 69 | 64 | 60 | 56 |
| Para los censos de 1962 a 1999 la población legal corresponde a la población sin duplicidades (Fuente: INSEE [Consultar]) |    |    |    |    |    |